# Patrick D'Rozario
Patrick D'Rozario (nascut l'1 d'octubre de 1943) a Padrishibpur, és un prelat catòlic originari de Bangladesh, que serveix com a arquebisbe metropolità de Dacca (el màxim rang de l'Església catòlica a Bangladesh). Va ser creat cardenal pel Papa Francesc el 19 de novembre de 2016.

## Biografia
Patrick D'Rozario va néixer l'1 d'octubre de 1943 a Padrishibpur, al districte de Barisal, llavors a l'Índia britànica.

### Presbiterat
Va ingressar a la Congregació de la Santa Creu, pronunciant la seva professió perpètua el 14 de juny de 1962, abans de ser ordenat prevere el 5 de juliol de 1970.

### Episcopat
El 12 de juliol de 1999 va ser escollit per esdevenir el primer bisbe de Rajshahi. Va ser consagrat el 12 de setembre per Theotonius Gomes, bisbe de Dinajpur (membre de la mateixa congregació), amb Michael Rozario i Piero Biggio com a coconsagradors. El 3 de febrer de 1995 va ser traslladat al capdavant de la diòcesi de Chittagong (la segona del país).
El 25 de novembre de 2010 el Papa Benet XVI el nomenà arquebisbe coadjutor de Dhaka. Succeí a Paulinus Costa el 22 d'octubre de 2011. President de la Conferència Episcopal de Bangladesh, participà amb aquest títol al sínode de bisbes sobre els desafiaments pastorals de la família en el context de l'evangelització a l'octubre del 2014 al Vaticà.

### Cardenalat
El 9 d'octubre de 2016 el Papa Francesc anuncià a l'Àngelus que seria creat cardenal en el consistori que se celebraria el 9 de novembre de 2016. Rebé el títol de Cardenal-Prevere de Nostra Signora del Santissimo Sacramento e Santi Martiri Canadesi; i es convertí en el primer cardenal bangladeishà de la història.